# I-Z战斗机
I-Z战斗机（И-Z）是一款苏联於20世纪30年代研發的单翼戰鬥機。该机配备了一对列昂尼德·库舍瓦斯基在同时期研发的76.2毫米(3英吋)機用型無後座力炮，起落架为固定式。同时，有一挺辅助飞行员瞄准的小口径7.62毫米机枪安装在机身左侧。该机曾有两架原型机制造完成，它们最早在1931年中首飞。同时，I-Z战斗机的改进型I-Z bis亦进行过试飞。苏联军方一共订购了21架评估机和50架量产机，唯在最后一批飞机交付前，I-Z战斗机这种配备大口径主炮的设计被认定是有缺陷的，因此已下线的I-Z飞机改作测试用，比如在Zveno計畫中用作機載機。

## 用戶
苏联蘇聯
- 蘇聯空軍

## 技术细节
参考资料：Shavrov 1985
基本信息
- 机组：1人

性能
- 爬升率：14分钟可爬升到海拔5000米
- 横向回旋时间：17秒

武器

- 1挺7.62毫米PV-1机枪（英语：PV-1 machine gun）
- 2门76.2毫米机用无后座力炮